# 山神敏史
山神 敏史（やまがみ さとし）は、日本の男性声優。エーエス企画所属。関東学園大学経済学部卒業。軽音楽部に所属、ボーカルを務めていた。

## 人物
特攻野郎Aチームやスタートレックやツインピークス、Ｘファイルなど海外ドラマの吹き替えに親しんできた環境から大学時代に声優ワークショップに参加したことでその道を志す。
サッカーやウォーキングなどの運動を好んでいる。大学時代軽音楽部でボーカルを務めていた。カラオケボックスで歌うことも日課。
定食屋などで働いていた経験から料理も得意。
ゲーム好きでゲームセンターで稼働していた「WCCF」（world club champion football）などを好んでプレイしていた。格闘ゲームが得意。

## 出演

### Webアニメ
- ダーリンは外国人（トニー）※Yahoo!動画
- 竜神鏡戦記（一蛾）※YouTube※ニコニコ動画

### 劇場アニメ
- メカアマトMovie（ドロイド，運転手）
- キャラ丸くんとドク丸くん・くすのきのおじさんの巻（伐採作業員） ・なっちゃんのおさんぽの巻（アイスクリーム屋）

### ゲーム
- キャットファンタジー（江威）※スマートフォン
- フードファンタジー（チェダーチーズ）※スマートフォン
- むげん怪奇探偵団（異界の隠者）※Mirrativ（ミラティブ）ライブゲーム
- エンド オブ エタニティ（スレッジハンマー、衛兵）※PS3,PS4
- ファンタシースターZERO ※Nintendo DS
- サヴェージキング（ハデス、オリック）※スマートフォン ※PC
- パズドラGOLD（デスファリオン）※Nintendo Switch

### 吹き替え
- SKYキャッスル～上流階級の妻たち～（チャ・ミニョク教授）
- マーダーズ・イン・ビルディング シーズン4（トッド #1,バーテンダー #4,#9,助監督 #9）
- ロック・ザ・カスバ！（ナスィーム）
- エバーウッド 遥かなるコロラド シーズン3（医療技師 #19）
- 花嫁はどこへ? （ディーパク）※シネマ・チュプキ字幕吹き替え版
- アプレンティス：ドナルド・トランプの創り方（コッチ市長，トニー・サレルノ，ウォルター，ポティンジャー，アーウィン弁護士）※シネマ・チュプキ字幕吹き替え版
- ライフ・イズ・ビューティフル（エリゼオ）※シネマ・チュプキ字幕吹き替え版
- ビニールハウス （ギュサン，ジンガク）※シネマ・チュプキ字幕吹き替え版
- ケナは韓国が嫌いで （キョンユン，ケナの父）※シネマ・チュプキ字幕吹き替え版
- ノー・アザー・ランド 故郷は他にない （エラン，先生，兵士）※シネマ・チュプキ字幕吹き替え版
- ザ・ウォーク ～少女アマル、8000キロの旅～ （フランシスコ教皇，ディレクター）※シネマ・チュプキ字幕吹き替え版
- 私は憎まない （ジョージ・ブッシュ大統領，アッタ，映像ナレーション）※シネマ・チュプキ字幕吹き替え版
- リッチランド （ロン・キャスレン，キーデン，映像ナレーション，歌詞朗読，グラント・ロバートソン）※シネマ・チュプキ字幕吹き替え版
- ケーメメッジ （リートン，トシロー）※シネマ・チュプキ字幕吹き替え版
- 鉄拳戦士アイアン・キッド（エイオン，スカー，キャプテンマグナム，スモーク，博士，ビリー，ボルト，オード1，他）※レギュラー
- マイ・ジャイアント・フレンド（コネル，ジェット，ヘリー，他）※レギュラー
- 現代の驚異 #392、397、403、447（ボイスオーバー）
- メガ・ムーバーズ #8（ボイスオーバー）
- LOOK SUPER（ルック スーパー）（カール，トム）※レギュラー
- LOOK HYPER（ルック ハイパー）（カール）※レギュラー
- LOOK ULTRA（ルック ウルトラ）（カール，トム）※レギュラー
- パニックゾーン 制御不能（サム）
- 水滸伝 激戦!白龍城（盗賊，野菜売り）
- ハリウッド・ゲーム（助監督）

### ドラマCD
- クラスメイト（的屋 #6）
- デススマイルズ（村長，兵隊 #2）

### オーディオドラマ
- ディメンションシリーズ ウブな奴らでスペシャリスト（神崎拓哉）
- ディメンションシリーズ シュールな奴らでナルシスト（神崎拓哉）
- ディメンションシリーズ ゴルゴダの12人衆（神崎拓哉）
- ディメンションシリーズ外伝 シンギュラリティの要塞（AIエディオム)
- セカイノカケラ（桜井義一，ハッピーマート店長)

### パチスロ
- パチスロ烈火の炎 Flame of Recca（2018年、永井木蓮[1]）

### パチンコ
- ROOKIES

### ナレーション
- TBS ダーリンは外国人、映画になるとどーなるの?スペシャル!
- 相模鉄道（企業VP）
- ガス会社（企業VP）
- 金融機関（企業VP）
- クレジットカード会社（WebCM）
- パチンコ（ラジオCM）

### オーディオブック
- 海外ブラックロード-最狂バックパッカー版

### その他
- 仙台放送「スクールオブゴッド」内アニメCM「UL・OS」（新人君）
- 映画「忍びの國」（家老、兵隊）※声の出演
- 映画「キングダム2」魏の兵士役
- TV「幻解！超常ファイル ダークサイド・ミステリー」※再現ドラマ

”ミステリースポット トンネル” 肝試しに行くグループの男（ドライバー）